# 北山清太郎
北山 清太郎（きたやま せいたろう、1888年3月3日 - 1945年2月13日）は、下川凹天、幸内純一と並び称せられる「日本初のアニメーション作家」のひとりである。水彩画家、雑誌編集者、そして同時代の若い画家たちを支援した人物でもあった。日本水彩画会大阪支部代表、日本洋画協会を設立し美術雑誌を発刊、展覧会開催を行った。美術の世界を離れたあと、アニメの世界に転向、北山映画製作所を設立した。

## 人物・来歴
1888年（明治21年）3月3日、和歌山県和歌山区住吉町2番地（現在の同県和歌山市住吉町）に生まれる。父・清兵衛（1841年 - 1892年）、母・かつ乃（1854年 - 1937年）の次男として生まれ、長男はおらず、父の没後、1903年（明治36年）4月12日、家督を相続する。
大下藤次郎が1907年（明治40年）に起こした日本水彩画会に入会し、1911年（明治44年）2月、同会の大阪支部を自宅である大阪市南区大宝寺町中之丁151番地（現在の同市中央区東心斎橋1丁目）に設立したことを発表する。同年5月にはまもなく同支部を脱退し、東京に移り、自らの雑誌『現代の洋画』を発刊するべく、「日本洋画協会」を設立する。1912年（大正元年）9月に斎藤与里、岸田劉生、高村光太郎らが結成した美術家集団「フュウザン会」の設立に尽力、展覧会開催を支援した。
1916年（大正5年）7月に有楽座にてアニメーションを特集した上映会「凸坊会」にてアニメーションに触れて興味を持つ。経済的事情もあって事業化も目的として友人の斎藤五百枝の紹介により日活に接触し、1917年1月に日活向島撮影所へ入る。北山は日活にて日本初の漫画映画（アニメーション映画）づくりに取り組み、当時、東京市麹町区麹町平河町（現在の東京都千代田区平河町）の自宅で作画し、日活向島撮影所で撮影する、という体制をとった。第1作は『猿と蟹』で、1917年（大正6年）5月20日に劇場公開された。以降、短篇のアニメーション映画を量産するが、その体制は、作画に戸田早苗（山本善次郎）、嶺田弘、石川隆弘、橋口壽、山川国三、撮影に高城泰策、金井喜一郎という集団製作体制であった。
1921年（大正10年）、日活を退社し、北山映画製作所を設立する。同年、同様に日活を退社し牧野教育映画製作所を設立した牧野省三の教育映画にも協力した。1923年（大正12年）9月1日に起きた関東大震災で同製作所は壊滅、北山は大阪に移った。
1945年（昭和20年）2月13日、午前4時30分、大阪府泉北郡高石町北55番地（現在の同府高石市）で、脳腫瘍により死去した。満56歳没。墓所は和歌山市打越町の真光寺にある。

## フィルモグラフィ
特記以外は「監督」「演出」である。
- 『猿と蟹 (サルとカニの合戦)』 : 日活向島撮影所、1917年5月20日公開 - 企画・演出・作画
- 『夢の自動車』 : 日活、1917年5月公開
- 『猫と鼠』 : 日活、1917年7月4日公開
- 『いたずらポスト』 : 日活向島撮影所、1917年7月28日公開
- 『花咲爺』 : 日活向島撮影所、1917年8月26日公開
- 『貯金の勤』 : 日活向島撮影所、1917年10月7日公開
- 『お伽囃 文福茶釜』 : 日活向島撮影所、1917年10月10日公開
- 『舌切雀』 : 日活向島撮影所、1917年10月18日公開 - （現存20秒玩具フィルム）[14]
- 『カチカチ山』 : 日活向島撮影所、1917年10月20日公開
- 『塵も積れば山となる』 : 日活向島撮影所、1917年公開
- 『浦島太郎』 : 日活向島撮影所、1918年2月1日公開 - （現存）[15]
- 『雪達磨』 : 日活向島撮影所、1918年2月15日公開
- 『蛙の夢』 : 日活向島撮影所、1918年2月28日公開
- 『桃太郎』 : 日活向島撮影所、1918年3月1日公開
- 『金太郎』 : 日活向島撮影所、1918年3月16日公開
- 『瘤取り』 : 日活向島撮影所、1918年3月19日公開
- 『一寸法師』 : 日活向島撮影所、1918年3月20日公開
- 『太郎の番兵』 : 日活向島撮影所、1918年3月30日公開
- 『解けちがい』 : 日活向島撮影所、1918年4月1日公開
- 『腰折燕』 : 日活向島撮影所、1918年4月1日公開
- 『蟻と鳩』 : 日活向島撮影所、1918年7月18日公開
- 『太郎の番兵 潜航艇の巻』 : 日活向島撮影所、1918年8月4日公開 - 演出・作画
- 『乃木将軍 (噫、乃木将軍)』 : 監督小口忠、日活向島撮影所、1918年9月1日公開 - 字幕
- 『教育お伽漫画 兎と亀』 : 演出・作画戸田早苗、製作北山映画製作所、配給ナカジマ活動写真部、1924年公開 - 製作（現存）[1][16]
- 『円』 : 監督・脚本・編集近藤伊与吉、大阪毎日新聞、1932年公開 - 線画・撮影

北山の先駆的な作品群はほとんど伝わっていない。松本夏樹が発掘し2008年（平成20年）にデジタル復元された『浦島太郎』とされていたフィルムは別の不明の作者のものであると判明した（スチル写真のみ現存）。他の北山映画製作所が製作した、弟子の戸田早苗（山本善次郎）の演出・作画による『教育お伽漫画 兎と亀』のみ現存し、上記のフィルムと共に東京国立近代美術館フィルムセンターが所蔵している。
2024年、宮國登旧蔵コレクションから、現在のライオンが1923年に制作し、北山が手がけた教育アニメ映画『口腔衛生』（全8巻のシリーズ中の1巻、約8分30秒）が発見された。

## ビブリオグラフィ
- 『線映画の作り方』、『映画教育の基礎知識』所収、全日本活映教育研究会、教育書館、1930年

## 北山映画製作所
北山映画製作所（きたやまえいがせいさくしょ）は、日本のアニメーション制作プロダクションである。1921年（大正10年）設立、所在地は東京府南葛飾郡寺島村34番地（現在の東京都墨田区八広）であった。同社で、戸田早苗（山本善次郎）が、『教育お伽漫画 兎と亀』で演出家としてデビューしている。